# Le Roi (film, 2019)
Pour les articles homonymes, voir Le Roi.
Pour plus de détails, voir Fiche technique et Distribution.
Le Roi (The King) est un drame australo-américain co-écrit et réalisé par David Michôd, sorti en 2019.
Le film suit le jeune prince Henri V qui devient roi d'Angleterre après la mort de son père Henri IV. Mais il s'engage tout droit dans une guerre et des intrigues de palais.
Il s’agit de l’adaptation d'œuvres de William Shakespeare se déroulant durant la seconde moitié de la Guerre de Cent Ans et principalement de deux pièces de théâtre Henri IV et Henri V (The Chronicle History of Henry the Fifth).
Le film est présenté en hors compétition à la Mostra de Venise 2019 avant sa diffusion sur Netflix.

## Synopsis
Le film est inspiré des événements de la seconde moitié de la Guerre de Cent Ans mais prend de larges libertés avec la réalité historique (voir section dédiée).
Le jeune prince Henri V devient roi d'Angleterre après la mort de son père Henri IV et se laisse convaincre d'attaquer la France. Accompagné de son vieil ami John Falstaff, personnage imaginaire créé par Shakespeare, il débarque en Normandie avec son armée et perd un temps précieux à prendre une place forte dominant la tête de pont anglaise (événement inspiré du siège d'Harfleur). Pendant ce temps, une armée française coalisée sous les ordres de Louis de Guyenne, fils de Charles VI, s'organise et harcèle l'armée anglaise jusqu'à leur barrer la route à Azincourt. Une bataille partiellement inspirée de la réelle bataille d'Azincourt s'ensuit dont les Anglais sortent vainqueurs et pendant laquelle Louis de Guyenne et John Falstaff sont tués.
Charles VI s'entretient alors avec Henri V pour lui offrir sa capitulation et la main de sa fille Catherine de France. Le film se termine avec leur mariage et la réalisation par Henri V que les provocations de la France qui l'avaient poussé à la guerre étaient des fabrications de ses proches visant à le convaincre de s'engager dans ce conflit qu'il ne voulait pas.

## Fiche technique
Sauf indication contraire, les informations mentionnées dans cette section peuvent être confirmées par la base de données cinématographiques IMDb,  présente dans la section « Liens externes ».
- Titre original : The King
- Titre français : Le Roi
- Réalisation : David Michôd
- Scénario : Joel Edgerton et David Michôd, d’après les œuvres de William Shakespeare
- Direction artistique : Fiona Crombie
- Décors : Matthew Hywel-Davies, Megan Jones, Géza Kerti et Kiera Tudway
- Costumes : Jane Petrie
- Montage : Peter Sciberras
- Musique : Nicholas Britell
- Photographie : Adam Arkapaw
- Production : Joel Edgerton, Dede Gardner, Jeremy Kleiner, David Michôd, Brad Pitt et Liz Watts
  - Coproduction : Ildiko Kemeny, David Minkowski et Anita Overland
- Société de production : Plan B Entertainment ; Blue-Tongue Films, Netflix et Porchlight Films
- Société de distribution : Netflix
- Pays d'origine :  États-Unis,  Australie
- Langues originales : anglais, français
- Format : couleur
- Genre : drame historique
- Durée : 140 minutes
- Dates de sortie :
  - Italie : 2 septembre 2019 (Mostra de Venise)
  - États-Unis : 11 octobre 2019 (sortie limitée)
  - Monde : 1er novembre 2019 (Netflix)

## Distribution
- Timothée Chalamet (VF : Loïc Mobihan) : Henri V
- Joel Edgerton (VF : Jérémie Covillault) : Sir John Falstaff
- Robert Pattinson (VF : Thomas Roditi) : Louis de Guyenne
- Sean Harris (VF : Éric Herson-Macarel) : William Gascoigne
- Lily-Rose Depp (VF : Anne-Clotilde Rampon) : Catherine de Valois
- Ben Mendelsohn (VF : Thierry Hancisse) : Henri IV
- Tom Glynn-Carney (VF : Lazare Herson-Macarel) : Henry Percy dit « Hotspur »
- Thomasin McKenzie (VF : Roxane Bret) : Philippa
- Dean-Charles Chapman (VF : Félix Kysyl) : Thomas de Lancastre
- Edward Ashley (VF : Alexis Gilot) : Richard de Conisburgh, duc de Cambridge
- Tara Fitzgerald (VF : Cécile Brune) : Hooper
- Andrew Havill (VF : Jérôme Keen) : Henry Chichele, archevêque de Canterbury
- Ivan Kaye : Henry Scrope
- Steven Elder : Thomas Beaufort, comte de Dorset et duc d'Exeter
- Thibault de Montalembert (VF : lui-même) : Charles VI
- Gergely Szűcs : un forgeron
- Tom Lacroix (VF : Alexandre Bierry) : Gilrich
- Jeremy Chevillotte : Lord Steward
- Vincent Latorre : Jean d'Estouteville
- Balogh Viktor : un archer

## Production
En 2013, on révèle que Joel Edgerton et David Michôd ont collaboré en écriture sur l’adaptation des pièces de William Shakespeare : Henri IV, première & seconde partie et Henri V (The Chronicle History of Henry the Fifth) pour Warner Bros.,,.
En septembre 2015, on annonce que David Michôd serait le réalisateur de ce projet avec Warner Bros. en tant que producteur et distributeur, ainsi que Lava Bear serait la productrice.
En février 2018, Timothée Chalamet est engagé pour le rôle du film, avec Brad Pitt, Dede Gardner, Jeremy Kleiner en tant que producteurs, aux côtés de Liz Watts. Netflix distribuera le film, à la place de Warner Bros. En mars 2018, Joe Edgerton participe au projet du film. En mai 2018, Robert Pattinson, Ben Mendelsohn, Sean Harris, Lily-Rose Depp, Tom Glynn-Carney et Thomasin McKenzie participent également au projet du film, avec Dean-Charles Chapman qui les joint en juin,.
Le tournage commence le 1er juin 2018 et s’achève le 24 août. Il a lieu en Angleterre et Szilvásvárad en Hongrie,. Beaucoup de scènes ont été filmées au château de Berkeley en Gloucestershire.

## Accueil

### Festivals et sortie
Le Roi est sélectionné et présenté en hors compétition le 2 septembre 2019 à la Mostra de Venise. Il est également projeté le 3 octobre 2019 au festival du film de Londres,. Netflix le distribue le 1er novembre 2019.

### Critique
L'agrégateur de critiques Rotten Tomatoes recense un taux d'approbation de 71 % sur la base de 143 critiques, avec une note moyenne de 6,54⁄10. Sur Metacritic, le film obtient un score moyen de 62⁄100, basé sur 28 critiques différentes.
En France, sur Allociné, il obtient une note moyenne de 3,3⁄5 sur 4 123 notes spectateurs.
Certains critiques aiment, comme Filmspotting, pour qui « Les pièces [de Shakespeare] traitent de la jeunesse et de l'immaturité de [Hal] - son inaptitude à devenir roi - et Chalamet capte cette impétuosité. » Et le Sunday Times reconnaît que « considéré en tant que tel - un film lisse et solennel qui se voudrait une version médiévale du Parrain - ce n'est pas mauvais. »
Mais d’autres sont cinglants : pour Film Inquiry, « Les moments où l'intérêt arrache des mâchoires de l'ennui sont tout juste assez fréquents pour vous dissuader de passer à l'une des nombreuses autres offres de Netflix, mais ce n'est pas suffisant pour recommander de commencer par lancer The King. »  Et le Washington Post conclut que « Ce qui devrait s'envoler est au contraire lugubre ; ce qui devrait couper le souffle est au contraire consciencieux et un peu terne. »

### Réalité historique
Le film est adapté des œuvres de William Shakespeare, qui a sensiblement enjolivé la réalité et offre une lecture très partiale du personnage d'Henri V, comme de la bataille d'Azincourt en idéalisant les vainqueurs. Le film souffre de plusieurs incohérences historiques. Le film est  particulièrement mal reçu par des historiens, car il offre « une lecture encore plus fantaisiste des faits historiques » que celle de Shakespeare,
Christophe Gilliot, directeur du Centre Azincourt 1415, déclare notamment : « On est écœuré parce qu'en deux heures, ce genre de films vient démolir tout le travail de médiation qu'on effectue ici depuis huit ans. » Voici une liste non exhaustive des plus importantes « libertés » historiques prises par le film qu'il relève :
- Le roi Henri V n'était ni humaniste ni pacifiste. Le véritable Henri V était au contraire réputé pour être belliqueux, agressif et inutilement cruel. La guerre contre la France n'est pas la conséquence d'un complot mené contre le roi mais bien la continuité de la politique extérieure de ses aïeux, revendiquant les droits de la couronne anglaise sur le trône de France. Henri V voulait asseoir sa légitimité. Après la bataille d'Azincourt, il fit exécuter tous les prisonniers français, pour la plupart rassemblés dans des granges et brûlés vifs, égorgés ou la tête écrasée à coups de masses. Il réduisit la population de Rouen à la famine lors du siège de la ville de juillet 1418 à janvier 1419, faisant 35 000 morts en six mois[23].
- William Gascoigne (en) n'a pas été tué par Henri V, mais écarté par celui-ci dès le début de son règne, réputé comme trop proche de son père.
- Henri V n'a jamais mené une vie de débauche dans sa jeunesse[23].
- Henri V n'a pas défié ni tué en duel Henry "Hotspur" Percy. Toutefois, celui-ci est bien mort à la bataille de Shrewsbury le 21 juillet 1403. Henri V y était également présent et faillit y perdre la vie : il reçut une flèche dans la joue droite qui lui laissa une horrible cicatrice[23].
- Henri V n'a jamais renoncé à ses responsabilités de prince de Galles, héritier de la couronne, et ce n'est pas la mort de son frère qui l'a poussé à accepter la couronne. Ce dernier n'est d'ailleurs pas mort à cette époque au pays de Galles, mais en France, au Vieil-Baugé lors de la bataille de Baugé, huit ans après le couronnement d'Henri V[23].
- Le siège d'Harfleur a été le théâtre de combats sanglants, contrairement à ce que laisse penser le film. Les sorties françaises y furent nombreuses et les pertes anglaises s'élevèrent à plus d'un millier d'hommes[23].
- L'intervention dans le film du dauphin de France, Louis de Guyenne, est fantaisiste. Il n'était présent ni au siège d'Harfleur, ni à la bataille d'Azincourt. Par ailleurs, la version caricaturale de ce personnage, interprété par Robert Pattinson, le présente comme un personnage grossier, arrogant, idiot, cruel et brutal. Cette vision est loin de la réalité : Louis de Guyenne, dauphin de France, mort à dix-huit ans deux mois après la bataille d'Azincourt, était un jeune homme pieux et effacé, à la santé fragile[23].
- La bataille d'Azincourt n'a pas eu lieu dans un endroit aussi vallonné et verdoyant (elle a été tournée en Hongrie) comme le montre le film, mais sur des champs en jachère et des labours en plaine. De plus, ce sont les Anglais qui tenaient les (faibles) hauteurs, et non les Français comme le suggère le film[23].

#### Polémique
Le film est globalement mal perçu en France et a suscité la polémique. Certains[Qui ?] y voient une forme de « French bashing », voire de francophobie. Beaucoup d'historiens et de youtubeurs influents[Lesquels ?] se sont emparés du sujet pour dénoncer une vision de l'histoire de France qu'ils jugent arrangée et tronquée.

## Distinction

### Sélection
- Mostra de Venise 2019 : Sélection officielle, hors compétition